# 本巴-恩戈科州

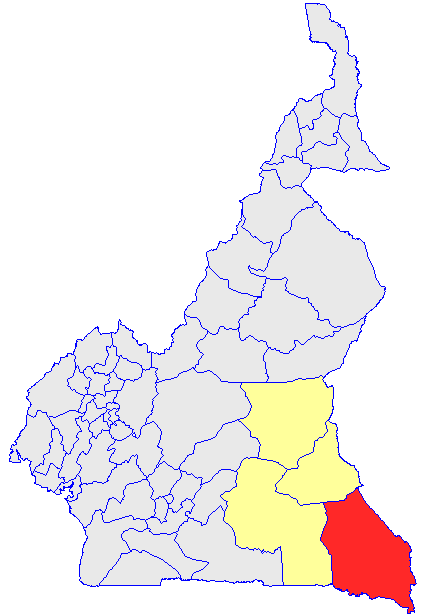

本巴-恩戈科州（法語：Boumba-et-Ngoko），是喀麥隆的58個州份之一，位於該國東南部，由東部區負責管轄，西面是上尼永州，面積30,389平方公里，2001年人口116,702，人口密度每平方公里3.8人。